# Субрегіон

Геосхема ООН

Субрегіон - це просторова складова геополітичного регіону, що є сукупністю країн, які мають спільність (чи єдність) географічного положення та природного середовища, для яких характерні: 
1. етнічна, релігійна, культурна близькість;
2. спорідненість господарських механізмів;
3. тривалі, різноманітні й інтенсивні економічні, політичні, соціальні та культурні зв’язки.,
4. їм часто притаманна тривала спільна історія розвитку, схожість політичних систем, політичної культури населення, стратегічних засад зовнішньої політики.

- це менша і більш конкретна одиниця в межах більшого регіону.
Чіткої межі між геополітичними регіонами та субрегіонами не простежується, але останні все ж таки відрізняються меншими розмірами та більшою мірою єдності. Тому інтеграція на субрегіональній основі за умов мирного добросусідства є досить плідною. Приклади геополітичних субрегіонів: Центральна Америка, Скандинавія, Бенілюкс, Прибалтика, Закавказзя, Левант, Магриб тощо.

## Субрегіони Африки

Субрегіони Африки за геосхемою ООН

Макаронезія

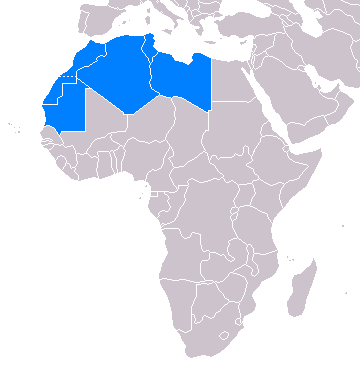
Магриб

#### За геосхемою ООН:
- Північна Африка (Алжир, Єгипет, Лівія, Марокко, Судан, Туніс, Західна Сахара)
- Східна Африка (Ефіопія, Кенія, Мадагаскар, Мозамбік, Південний Судан, Сейшельські Острови, Руанда, Сомалі, Танзанія, Замбія Зімбабве)

- Західна Африка (Бенін, Буркіна-Фасо, Кабо-Верде, Берег Слонової Кістки, Гамбія, Гана, Гвінея, Гвінея-Бісау, Ліберія, Малі, Мавританія, Нігер, Нігерія, Острів Святої Єлени, Сенегал, Сьєрра-Леоне, Того)
- Центральна Африка (Ангола, Камерун, Центральна Африканська Республіка, Чад, Демократична Республіка Конго, Екваторіальна Гвінея, Габон, Республіка Конго, Сан-Томе і Принсіпі

- Південна Африка (Ботсвана, Лесото, Намібія, Південна Африка, Свазіленд)

#### Географічні субрегіони:
- Субсахарська/Тропічна Африка
- Північно-Східна Африка
- Центральна/Середня Африка
- Екваторіальна Африка
- Південно-Східна Африка
- Макаронезія

#### Історичні субрегіони:

Країни-члени НАТО

Країни-члени АСЕАН

- Регіон Гвінея
- Регіон Судан
- Магриб

Історичні африканські топоніми:  
- Абісинія (Ефіопія)
- Аксум (Еритрея та Ефіопія)
- Карфаген (Туніс)
- Дагомея (Бенін)
- Екваторія (Судан та Уганда)
- Нубія (Судан та Єгипет)
- Родезія (Північна - Замбія, Південна - Зімбабве)
- Свазіленд (Есватіні)
- Заїр (Демократична Республіка Конго)

##### Політико-економічні субрегіони:
- Африканський Союз
- Економічне співтовариство країн Західної Африки (ЕКОВАС)
- Східноафриканське співтовариство (САС)
- Економічне співтовариство країн Центральної Африки (ЕСКЦА)
- Південноафриканське співтовариство розвитку (САДК)

## Субрегіони Америки

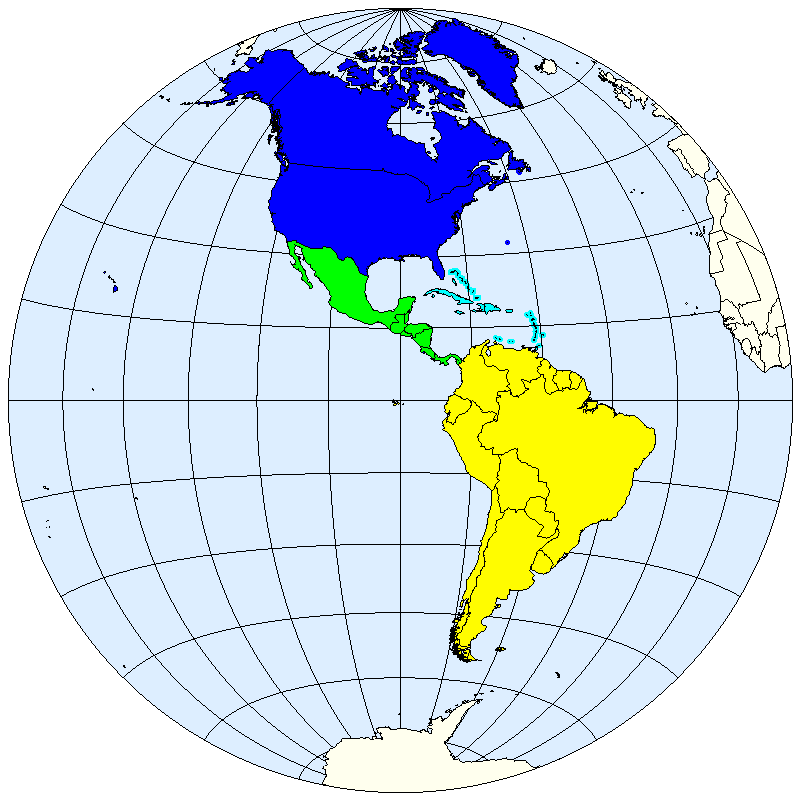
Субрегіони Америки за геосхемою ООН

#### За геосхемою ООН:
- Північна Америка
- Центральна Америка
- Кариби
- Південна Америка

#### Історичні субрегіони:
- Латинська Америка
- Англо-Америка
- Вест-Індія
- Мезоамерика

#### Політико-економічні субрегіони:
- Організація американських держав (ОАД)
- Меркосур
- Андське співтовариство
- Амазонський пакт
- Асоціація латиноамериканської інтеграції
- Союз південноамериканських націй
- Північноамериканська зона вільної торгівлі (НАФТА)

## Субрегіони Європи

Субрегіони Європи за геосхемою ООН

#### За геосхемою ООН:
- Північна Європа (Велика Британія, Данія, Естонія, Ірландія, Ісландія,Латвія, Литва, Норвегія, Швеція, Фінляндія)
- Південна Європа (Андорра, Албанія, Болгарія, Боснія і Герцеговина, Ватикан, Гібралтар, Греція, Іспанія, Косово, Мальта, Північна Македонія, Португалія, Румунія, Сан-Марино, Сербія, Туреччина, Хорватія, Чорногорія)
- Західна Європа (Австрія, Бельгія, Ліхтенштейн, Люксембург, Монако, Нідерланди, Франція, Швейцарія)
- Східна Європа (Білорусь, Болгарія, Росія, Молдова, Польща, Румунія, Словаччина, Угорщина, Україна, Чехія)

#### Географічні субрегіони:
- Центральна Європа
- Центрально-Східна Європа
- Південно-Східна Європа
- Північно-Західна Європа

#### Фізико-географічні субрегіони:

Країни-члени Європейського Союзу

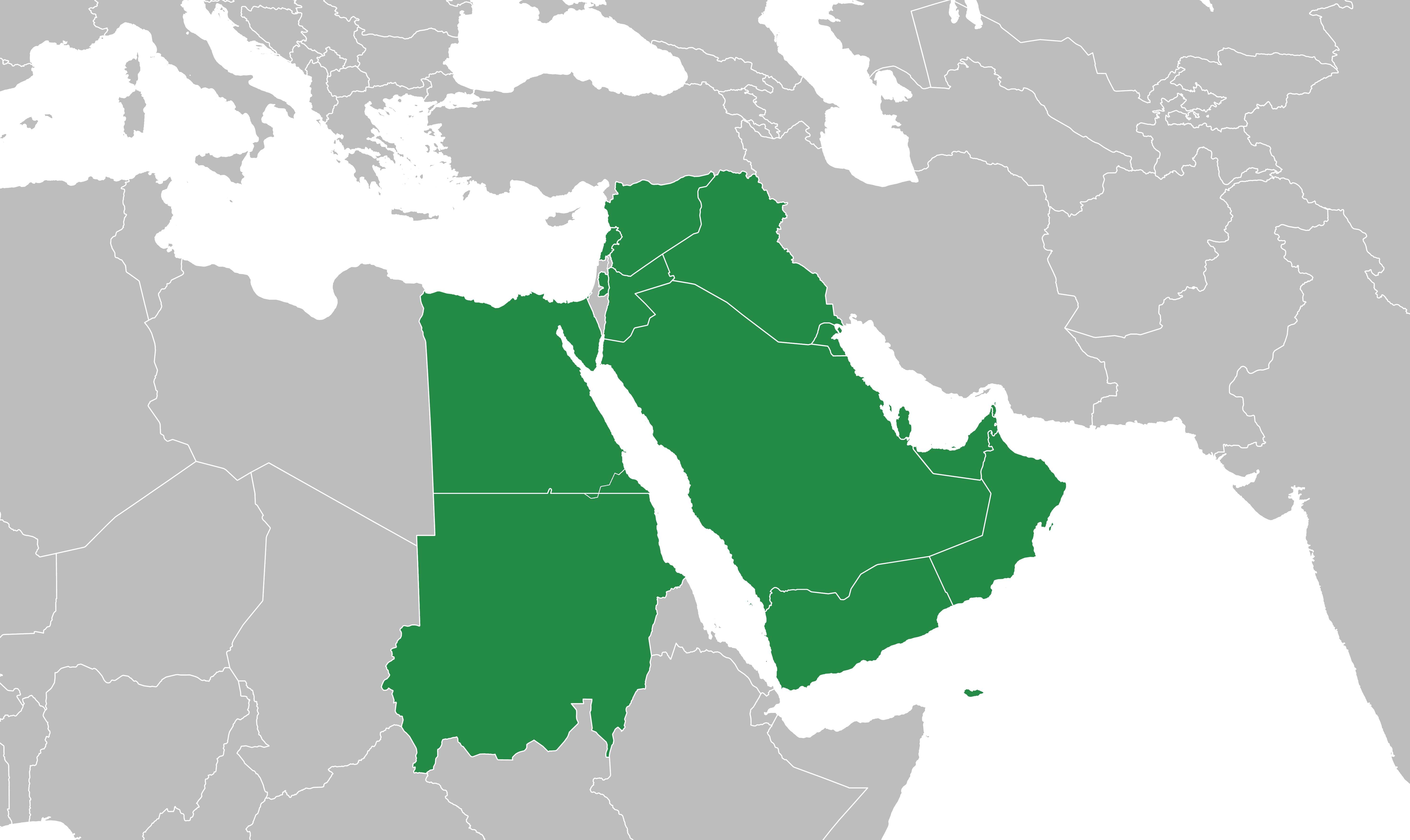
Машрік

- Скандинавія
- Балкани
- Балтія

#### Історичні субрегіони:
- Фризія
- Фландрія
- Сілезія
- Румелія
- Карелія
- Далмація
- Моравія
- Богемія
- Лапландія
- Галичина
- Полісся
- Волинь
- Буковина

#### Політико-економічні субрегіони:
- Європейський Союз (ЄС)
- Організація Північноатлантичного договору (НАТО)
- Рада Європи (РЄ)
- Організація з безпеки і співробітництва в Європі (ОБСЄ)
- Організація економічного співробітництва та розвитку (ОЕСР)
- Бенілюкс
- Вишеградська група
- Люблінський трикутник

## Субрегіони Азії

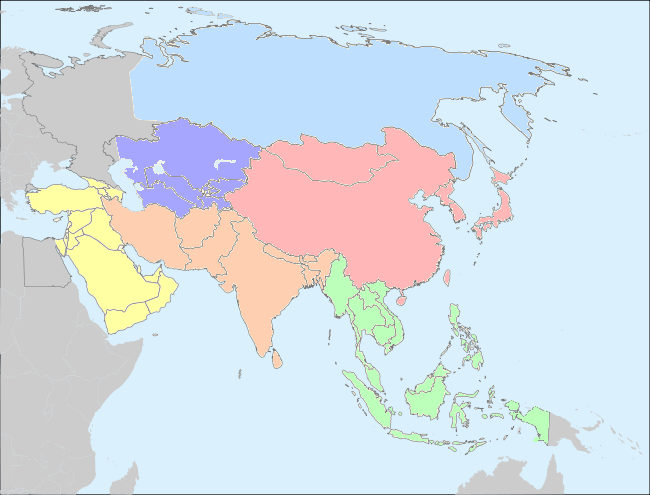
Субрегіони Азії за геосхемою ООН

#### За геосхемою ООН:
- Західна Азія
- Центральна Азія
- Східна Азія
- Південна Азія
- Південно-Східна Азія

#### Географічні субрегіони:
- Євразія
- Афроєвразія
- Північна Азія
- Північно-Східна Азія
- Далекий Схід
- Близький Схід / Середній Схід
- Близький Схід та Північна Африка (MENA)
- Азіатсько-Тихоокеанський регіон (включаючи Океанію)

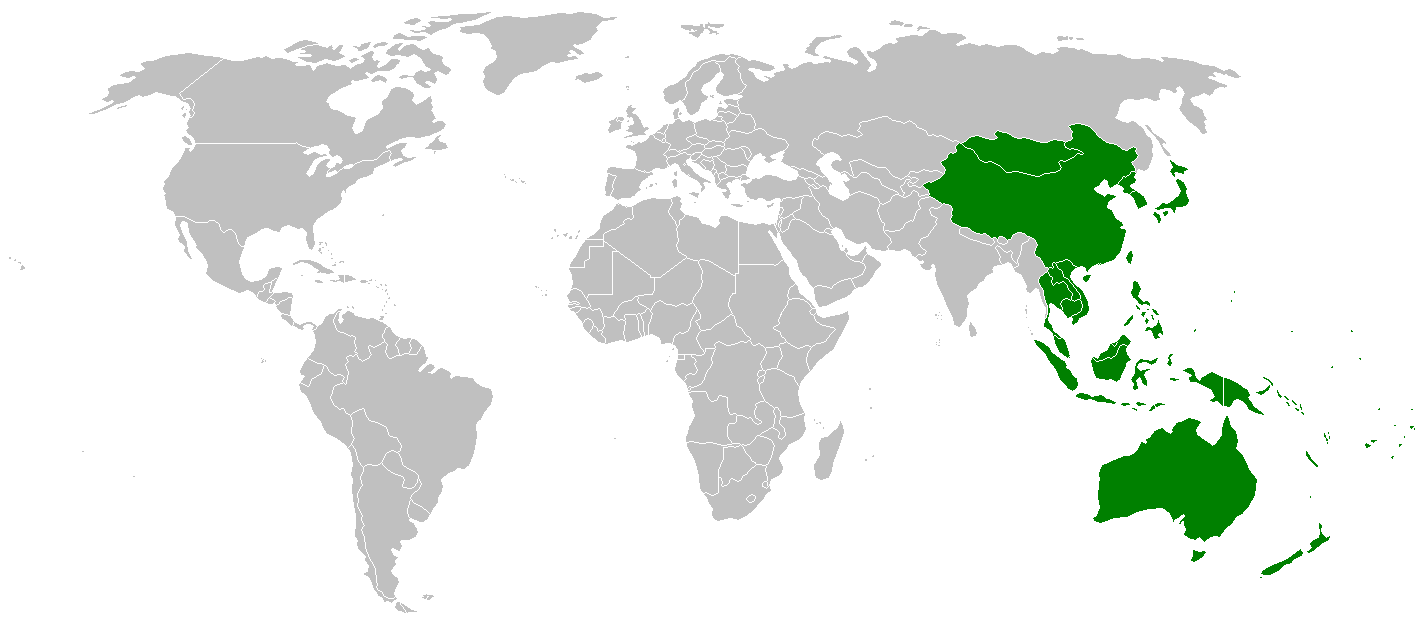
Азіатсько-Тихоокеанський регіон

#### Фізико-географічні субрегіони:
- Аравія
- Хіджаз
- Недж
- Левант
- Кавказ
- Закавказзя /Південний Кавказ
- Осетія
- Кашмір
- Сибір
- Тибет

#### Історичні субрегіони:
- Анатолія
- Машрік
- Палестина
- Месопотамія
- Родючий півмісяць
- Маньчжурія
- Хорасан
- Хорезм
- Мавераннахр
- Курдистан
- Белуджистан
- Бенгалія
- Арабський світ
- Ісламський світ
- Тюркський світ
- Ост-Індія

#### Політико-економічні субрегіони:
- Рада співробітництва арабських держав Перської затоки (РСАДПЗ)
- Організація ісламського співробітництва
- Ліга арабський держав
- Рада арабської економічної єдності (РАЕЄ)
- Організація країн-експортерів нафти (ОПЕК)
- Асоціація регіонального співробітництва Південної Азії (SAARC)
- Ініціатива Бенгальської затоки з багатосекторного технічного та економічного співробітництва (BIMSTEC)
- Асоціація держав Південно-Східної Азії (АСЕАН)
- Азійсько-Тихоокеанське економічне співробітництво (АТЕС)
- Організація договору про колективну безпеку (ОДКБ)
- Шанхайська організація співробітництва (ШОС)
- Співдружність Незалежних Держав (СНД)
- БРІКС

## Субрегіони Океанії

Субрегіони Океанії за геосхемою ООН

#### За геосхемою ООН:
- Австралія і Нова Зеландія
- Меланезія
- Мікронезія
- Полінезія

#### Географічні субрегіони:
- Австралазія
- Центральний Індо-Тихоокеанський регіон
- Східний Індо-Тихоокеанський регіон

#### Політико-економічні субрегіони:
- Військово-політичний союз АНЗЮК
- AUKUS
- Форум тихоокеанських островів

## Субрегіони Антарктиди

Антарктида

Немає єдиної системи субрегіонального поділу, визначеної ООН.   

#### Географічні субрегіони:
- Західна Антарктида
- Східна Антарктида
- Антарктичний півострів
- Південний полюс
- море Росса

Субантарктичний пояс  

#### Політико-економічні субрегіони:
- Територіальні претензії в Антарктиці
- Договір про Антарктику
- Консультативна нарада з Договору про Антарктику (КНДА)

## Субрегіони Арктики

Арктика

Немає єдиної системи субрегіонального поділу, визначеної ООН.   

#### Географічні субрегіони:
- Землі, що оточують Північний Льодовитий океан: Канада, США (Аляска), Гренландія (Данія), Ісландія, Норвегія, росія, Фінляндія, Швеція (8 Арктичних країн)
- Циркумполярний регіон (область навколо Північного полюса, що включає в себе частини вищезазначених країн)
- Північний полюс

Субполярний пояс

#### Політико-економічні субрегіони:
- Арктична рада
- Арктичні території рф
- Арктичні території Канади
- Арктичні території Норвегії
- Арктичні території Данії
- Арктичні території США

Див.: Арктична співпраця та політика